# Stelios Kouloglou
Stelios Kouloglou (in greco Στέλιος Κούλογλου?, AFI: [ˈsteʎos ˈkuloɣlu]; Atene, 27 febbraio 1953) è un politico greco, esponente di SYRIZA ed europarlamentare dal 2015, quando è subentrato a Georgios Katrougkalos (nominato Ministro del lavoro nel Governo Tsipras).